# سفنكس

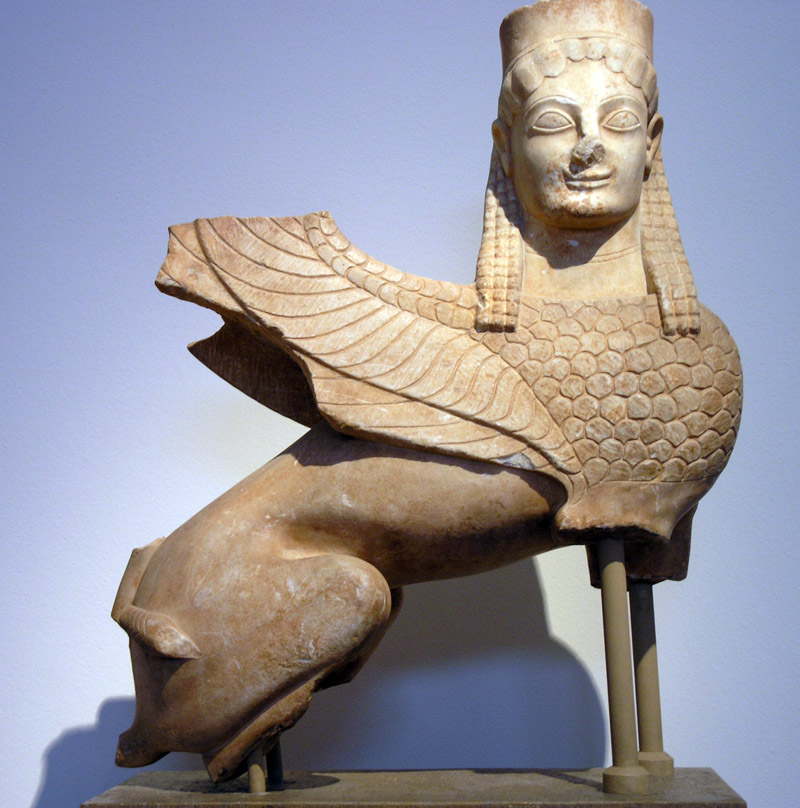
تمثال سفنكس معروض في متحف الآثار الوطني (أثينا).

سفِنكس أو أبو الهول اليوناني هو تمثال لأسد بوجه إنسان. وفي الأساطير الإغريقية (بالإغريقية القديمة: Σφίγξ) هو وحش أنثى بوجه امرأة وجسم حيوان وصدر وأرجل أسد وأجنحة. ولأسطورة أوديب ارتباط بها.
أشهر مثال للسفنكس هو أبو الهول، حيث أصبح رمزاً لمصر، ويظهر بشكل متكرر على طوابعها وعملاتها ووثائقها الرسمية.
و قد صار أبو الهول مرادفاً لكلمة سفنكس في كثير من اللغات مثل الفارسية والبنجابية والأردية.

## معرض صور

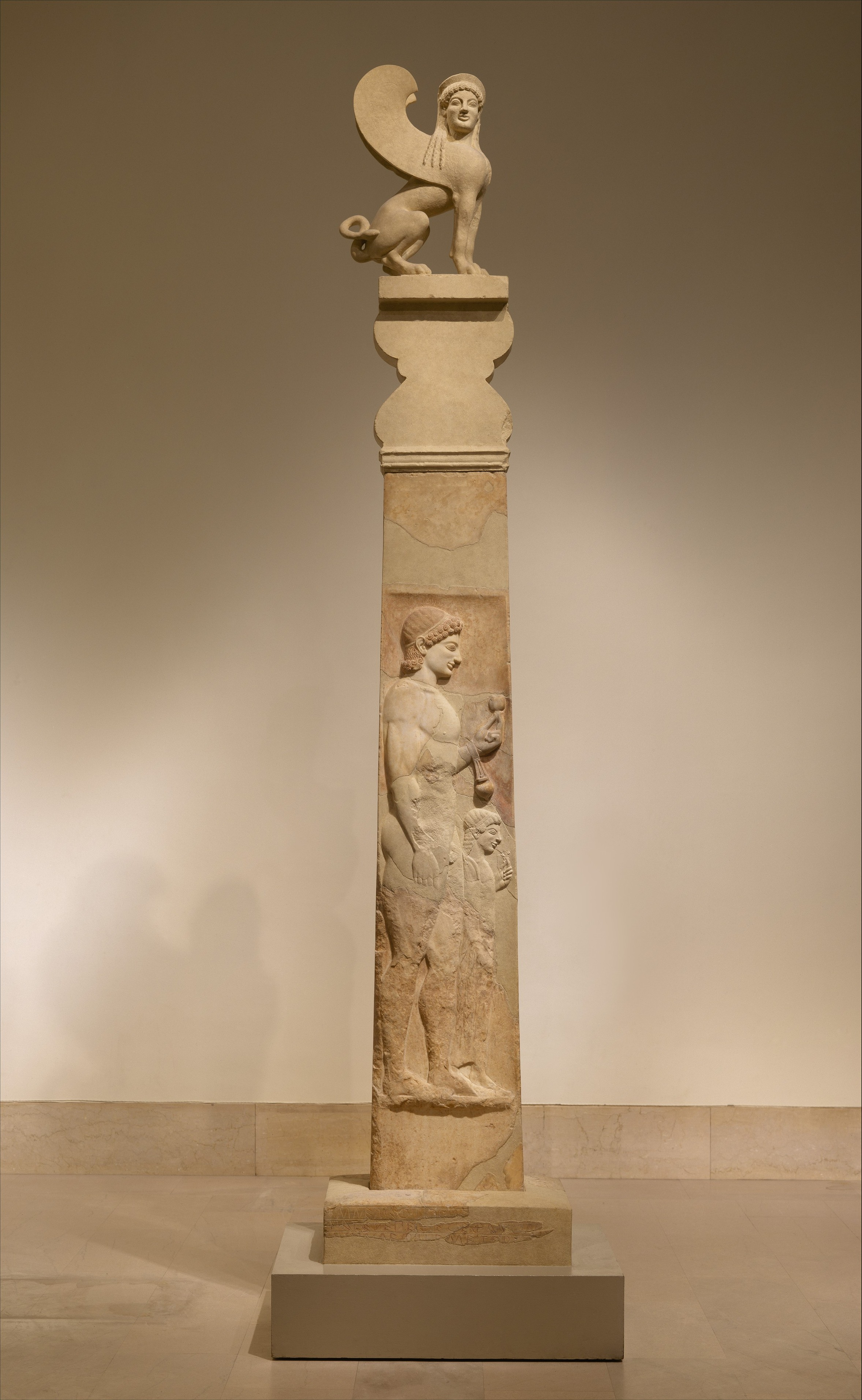
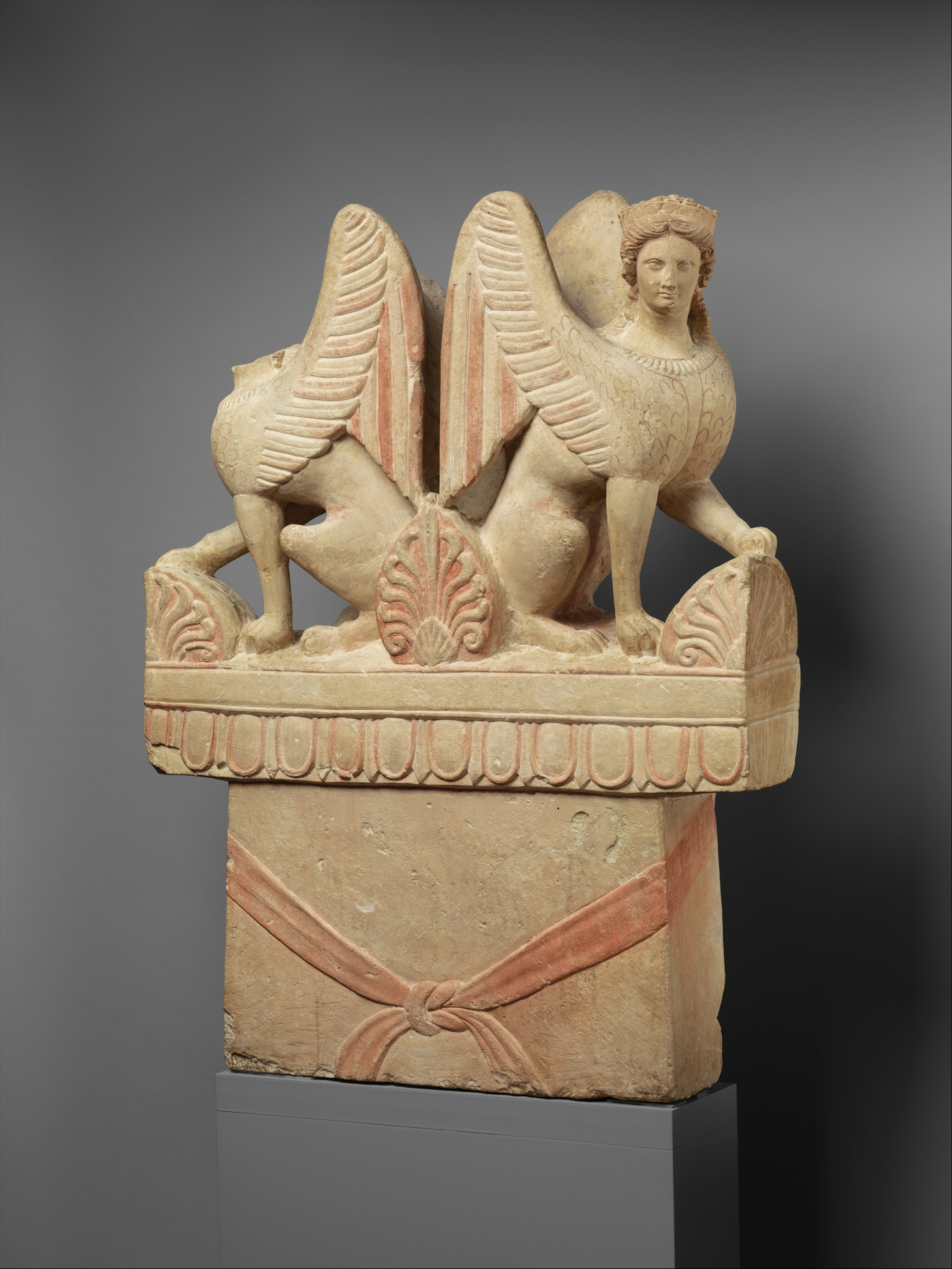
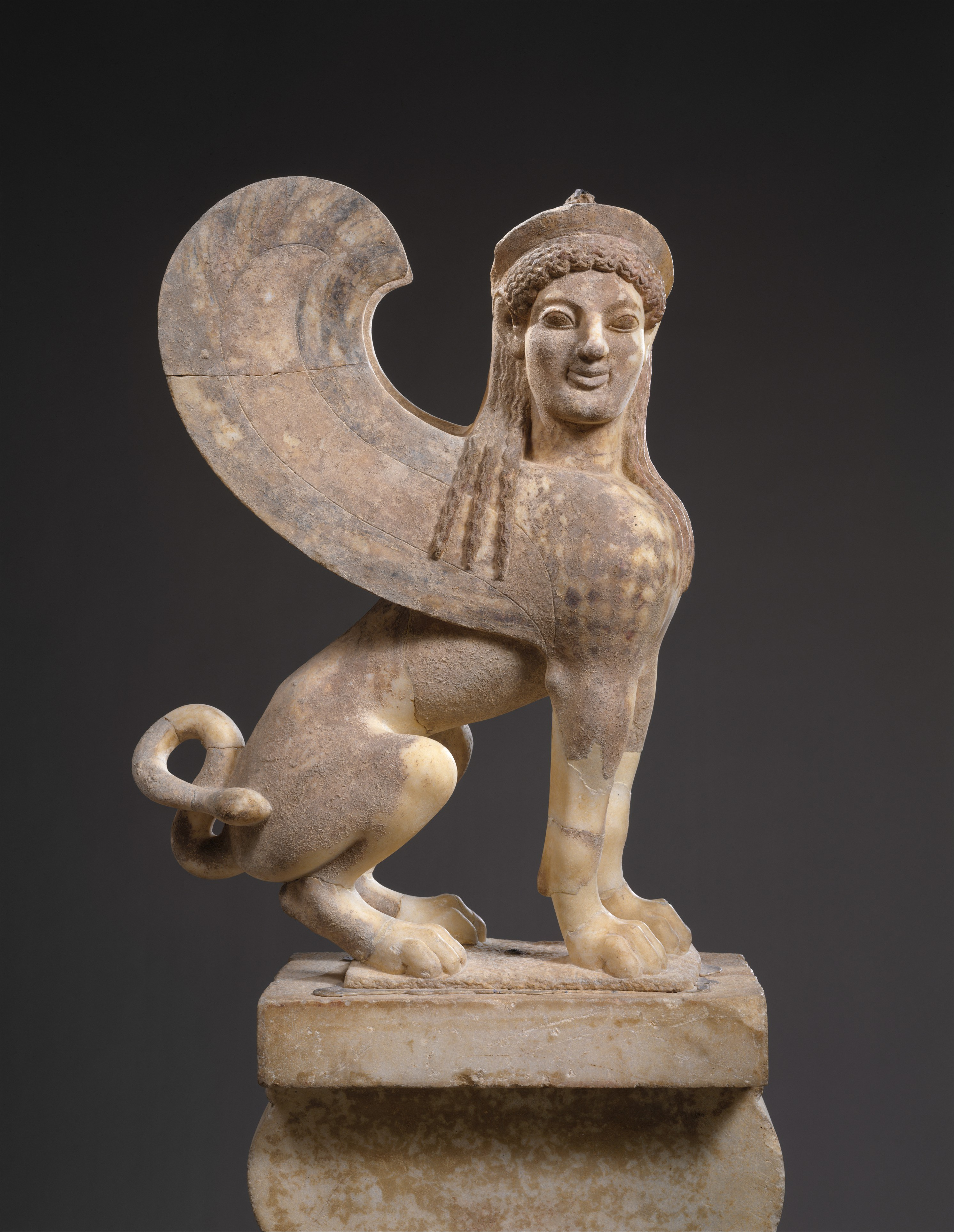